# 薄叶乌头
薄叶乌头（学名：Aconitum fischeri），为毛茛科乌头属下的一个种。

## 扩展阅读
維基物種上的相關：薄叶乌头